# NGC 6138
NGC 6138 (ook: NGC 6363) is een elliptisch sterrenstelsel in het sterrenbeeld Hercules. Het hemelobject werd in 1872 ontdekt door de Franse astronoom Édouard Jean-Marie Stephan.

## Synoniemen
- UGC 10827
- MCG 7-36-5
- ZWG 226.8
- NPM1G +27.0546
- PGC 60164